# 萨耶山
萨耶山（1876年10月24日—1931年11月28日），缅甸的僧侣和治疗师，咖咙会起义领袖。1930年，因为大萧条，缅甸大米价格暴跌，农村濒临破产，他率领农民揭竿而起，对抗英国的殖民。
萨耶山生于上缅甸瑞帽县的农民家庭。一度出家为僧，当过医生，著有《疾病之征候》一书。1924年参加缅甸人民团体总会调查殖民当局向农民强征捐税委员会，并当选为主席。1929年底—1930年在农村建立秘密团体——咖咙会。1930年1月在沙拉瓦底组织咖咙军，并被拥戴为咖咙王。同年12月在沙拉瓦底起义。起义浪潮很快席卷周围几百里，沉重地打击了英国殖民统治。1931年8月在掸邦被捕，11月遇害。